# Armoiries d'Asie
Liste des armoiries des États d'Asie.

## Pays
| Pays                          | Armoiries | Devise | Article                                     |
| ----------------------------- | --------- | --- | ------------------------------------------- |
| Afghanistan                   |           | لا إله إلا الله، محمد رسول الله (arabe) Il n'y a de divinité qu'Allah, et Mahomet est son messager                                     | Emblème de l'Afghanistan                    |
| Arabie saoudite               |           | لا إله إلا الله، محمد رسول الله (arabe) Il n'y a de divinité qu'Allah, et Mahomet est son messager                                     | Emblème de l'Arabie saoudite                |
| Arménie                       |           | Մեկ ազգ, մեկ մշակույթ (arménien) Mek Azg, Mek Mshakouyt Une nation, une culture                                                        | Armoiries de l'Arménie                      |
| Azerbaïdjan                   |           | aucune | Emblème de l'Azerbaïdjan                    |
| Bahreïn                       |           | aucune | Armoiries de Bahreïn                        |
| Bangladesh                    |           | aucune | Emblème du Bangladesh                       |
| Bhoutan                       |           | Une nation, un peuple | Emblème du Bhoutan                          |
| Birmanie                      |           | Le bonheur se trouve dans une vie harmonieusement disciplinée.                                                                         | Armoiries de la Birmanie                    |
| Brunei                        |           | Sentiasa membuat kebajikan dengan petunjuk Allah (malais) Toujours faire le bien sous la conduite de Dieu                              | Emblème de Brunei                           |
| Cambodge                      |           | ជាតិ សាសនា ព្រះមហាក្សត្រ (khmer) Nation, Religion, Roi                                                                                          | Armoiries du Cambodge                       |
| République populaire de Chine |           | aucune | Emblème de la République populaire de Chine |
| Corée du Nord                 |           | 강성대국 (coréen) Un pays puissant et prospère                                                                                         | Emblème de la Corée du Nord                 |
| Corée du Sud                  |           | Profiter largement à l'humanité | Emblème de la Corée du Sud                  |
| Émirats arabes unis           |           | aucune | Armoiries des Émirats arabes unis           |
| Géorgie                       |           | ძალა ერთობაშია (géorgien) dzala ertobachia La Force est dans l'Unité                                                                   | Armoiries de la Géorgie                     |
| Inde                          |           | सत्यमेव जयते (sanskrit) satyameva jayate Seule la vérité triomphe                                                                         | Emblème de l'Inde                           |
| Indonésie                     |           | Bhinneka Tunggal Ika (javanais) Unité dans la diversité                                                                                | Armoiries de l'Indonésie                    |
| Irak                          |           | الله أكبر (arabe) Dieu est le plus grand                                                                                               | Armoiries de l'Irak                         |
| Iran                          |           | ، جمهوری اسلامی (persan) Esteqlâl, Âzâdi, Jomhuriye Eslâmi Indépendance, Liberté, République islamique                                 | Emblème d'Iran                              |
| Israël                        |           | aucune | Armoiries d'Israël                          |
| Japon                         |           | aucune | Sceau impérial du Japon                     |
| Jordanie                      |           | الله، الوطن، الملك (arabe) Dieu, la Patrie, le Roi                                                                                     | Armoiries de la Jordanie                    |
| Kazakhstan                    |           | aucune | Emblème du Kazakhstan                       |
| Kirghizistan                  |           | aucune | Emblème du Kirghizistan                     |
| Koweït                        |           | aucune | Emblème du Koweït                           |
| Laos                          |           | ສັນຕິພາບ ເອກະລາດ ປະຊາທິປະໄຕ ເອກະພາບ ວັດທະນາຖາວອນ (lao) Paix, indépendance, démocratie, unité et prospérité                                 | Emblème du Laos                             |
| Liban                         |           | aucune | Armoiries du Liban                          |
| Malaisie                      |           | L'unité est forte | Armoiries de la Malaisie                    |
| Maldives                      |           | Le pays aux mille îles | Emblème des Maldives                        |
| Mongolie                      |           | aucune | Armoiries de la Mongolie                    |
| Népal                         |           | जननी जन्मभूमिष्च स्वर्गादपि गरियसि (népalais) Ja'nani Jan'mabhumis'hcha Swar'gadapi Gariya'si La mère et la mère patrie valent plus que les cieux | Emblème du Népal                            |
| Oman                          |           | aucune | Emblème d'Oman                              |
| Ouzbékistan                   |           | (officieuse) Oʻzbekiston kelajagi buyuk davlat (ouzbek) L'Ouzbékistan est un État au grand avenir                                      | Emblème de l'Ouzbékistan                    |
| Pakistan                      |           | ایمان، اتحاد، نظم (ourdou) Iman, Ittehad, Nazm, Foi, Unité, Discipline                                                                 | Emblème du Pakistan                         |
| Palestine                     |           | aucune | Armoiries de la Palestine                   |
| Philippines                   |           | Maka-Diyos, Maka-Tao, Makakalikasan at Makabansa Pour l'amour de Dieu, du peuple, de la nature et du pays                              | Armoiries des Philippines                   |
| Qatar                         |           | aucune | Emblème du Qatar                            |
| Russie                        |           | aucune | Armoiries de la Russie                      |
| Singapour                     |           | Majulah Singapura (malais) En avant, Singapour                                                                                         | Armoiries de Singapour                      |
| Sri Lanka                     |           | aucune | Emblème du Sri Lanka                        |
| Syrie                         |           | aucune | Armoiries de la Syrie                       |
| Tadjikistan                   |           | aucune | Armoiries du Tadjikistan                    |
| Thaïlande                     |           | aucune | Emblème de la Thaïlande                     |
| Timor oriental                |           | Unidade, Acção, Progresso (portugais) Unité, Action, Progrès                                                                           | Armoiries du Timor oriental                 |
| Turkménistan                  |           | aucune | Emblème du Turkménistan                     |
| Turquie                       |           | Yurtta barış, dünyada barış (turc) Paix dans le pays, paix dans le monde                                                               | Armoiries de la Turquie                     |
| Viêt Nam                      |           | Độc lập, tự do, hạnh phúc (vietnamien) Indépendance, liberté, bonheur                                                                  | Emblème du Viêt Nam                         |
| Yémen                         |           | الله، الوطن، الثورة (arabe) al-lāh, al-waṭan, aṯ-ṯawra Dieu, la patrie, la révolution                                                  | Blason du Yémen                             |

## Autres entités politiques
| Territoire                               | Armoiries | Devise | Article                                               |
| ---------------------------------------- | --------- | --- | ----------------------------------------------------- |
| Abkhazie                                 |           | aucune | Armoiries de l'Abkhazie                               |
| Autorité palestinienne                   |           | aucune | Armoiries de la Palestine                             |
| Îles Cocos                               |           | En avant nos îles | Armoiries des Îles Cocos                              |
| Haut-Karabagh                            |           | aucune | Armoiries du Haut-Karabagh                            |
| Hong Kong                                |           | aucune | Emblème de Hong Kong                                  |
| Kurdistan                                |           | aucune | Armoiries du Kurdistan                                |
| Macao                                    |           | aucune | Armoiries de Macao                                    |
| Ossétie du Sud                           |           | aucune | Armoiries de l'Ossétie du Sud                         |
| Sikkim                                   |           | Kham-sum-ongdu le vainqueur des trois mondes | Sceau du Sikkim                                       |
| Taïwan (République de Chine)             |           | aucune | Armoiries de Taïwan                                   |
| Gouvernement tibétain en exil            |           | tibétain : bod gzhung dga' ldan pho brang phyogs las rnam rgyal, "le Gouvernement tibétain, palais de Ganden, victorieux en toutes directions". | Emblème du Tibet Fichier:Seal of Sikkim color.png     |
| Territoire britannique de l'océan Indien |           | In tutela nostra Limuria (Nous avons la charge de la Lémurie)                                                                                   | Armoiries du Territoire britannique de l'océan Indien |
| Rojava                                   |           | Aucune | Symbols of Rojava (en)                                |